# Ḩātim
Ḩātim är en ort i Jordanien.   Den ligger i guvernementet Irbid, i den norra delen av landet, 80 km norr om huvudstaden Amman. Ḩātim ligger 420 meter över havet och antalet invånare är 5 542.
Terrängen runt Ḩātim är kuperad västerut, men österut är den platt. Runt Ḩātim är det mycket tätbefolkat, med 1 313 invånare per kvadratkilometer. Närmaste större samhälle är Irbid, 12,0 km sydost om Ḩātim. Trakten runt Ḩātim består till största delen av jordbruksmark.